# Harcelés (téléfilm)
Pour plus de détails, voir Fiche technique et Distribution.
Harcelés est un téléfilm français réalisé par Olivier Barma, diffusé le 29 mai 2021 sur M6.

## Synopsis
Une famille est harcelée par un mystérieux pirate informatique, qui dévoile tous ses secrets sur les réseaux sociaux.

## Fiche technique
- Réalisation : Olivier Barma
- Scénario : Germinal Alvarez, Claire Lemaréchal, Laurent Vachaud
- Durée : 90 minutes
- Pays :  France

## Distribution
- Claire Keim : Isabelle Pradier
- Bruno Salomone : Eric Vallorca
- Carole Weyers :  Anne Valdek
- Nacima Bekhtaoui : Raïssa Zaky
- Louka Minnella : Hugo Vallorca
- Nicolas Grandhomme : Florian Valdek
- Karim Barras : Samy Chayal
- Lorette Nyssen : Justine Valdek
- Léo Saint Thomas : Chris
- Pierre Laplace : Paul
- Antoine Basler : Valadier
- Albert Goldberg : Serge Alland
- Anne Cazenave : Lucie
- Anaïs Pieraccini : Julia
- Patrick Hauthier : Olivier